# Virgichneumon digrammus
Virgichneumon digrammus ist eine Schlupfwespe aus der Tribus Ichneumonini innerhalb der Unterfamilie der Ichneumoninae. Das Art-Epitheton digrammus kommt aus dem Griechischen und bedeutet „zweilinig“.

## Merkmale
Die mittelgroßen Schlupfwespen erreichen eine Körperlänge von 7–11 mm. Die Flügel weisen eine charakteristische Aderung auf. Die Vorderflügel weisen ein relativ schmales Pterostigma sowie ein fünfseitiges Areolet auf. Die Art weist einen Sexualdimorphismus auf. 
Kopf, Fühler und Thorax der Männchen sind schwarz gefärbt. Entlang des Innenrands der Facettenaugen verläuft ein weißlich gelber Strich. Entlang der Basis sowie entlang den Seiten des Pronotums verläuft jeweils eine blassgelbe Strichzeichnung. Auf dem Scutellum befindet sich ein blassgelber Querbalken. Der vordere Teil des Hinterleibs der Männchen ist rot gefärbt, das hintere Drittel schwarz. Die Beine sind überwiegend rot. Lediglich das apikale Ende der hinteren Femora, die apikale Hälfte der hinteren Tibien sowie die Hintertarsen sind schwarz.
Kopf, Thorax und Hinterleib der Weibchen sind schwarz gefärbt. Die Palpen sind rotgelb gefärbt. Am oberen Augeninnenrand oberhalb der Fühlerbasis verläuft ein schmaler weißlich gelber Strich. Auf dem Scutellum befindet sich ein weißlich gelber Fleck. Das letzte Tergit weist dorsal einen weißlich gelben Fleck auf. Am Hinterleibsende befindet sich ein kurzer Legebohrer (Ovipositor). Die Beine sind überwiegend rot gefärbt. Die Coxae und Trochanteren sind schwarz. Das apikale Ende der hinteren Tibien und die Hintertarsen sind verdunkelt. Die Fühler besitzen etwa 36 Geißelglieder. Die Geißelglieder 8–14 sind dorsal weiß gefärbt.

## Verbreitung
Virgichneumon digrammus ist in Europa weit verbreitet. Das Vorkommen reicht im Norden bis nach Fennoskandinavien und auf die Britischen Inseln, im Süden bis in den westlichen und zentralen Mittelmeerraum sowie auf den Balkan.

## Lebensweise
Die Imagines beobachtet man im Sommer von Juni bis August, häufig an den Rändern von Wäldern mit Kiefern- oder Fichtenbeständen. Die Schlupfwespen parasitieren Schmetterlingspuppen, insbesondere die der Kieferneule (Panolis flammea).

## Bilder

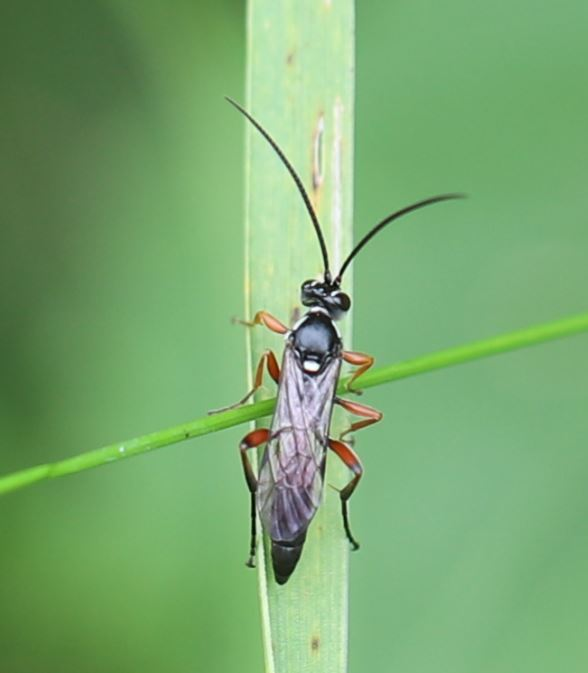
Virgichneumon digrammus ♂ Dorsalansicht
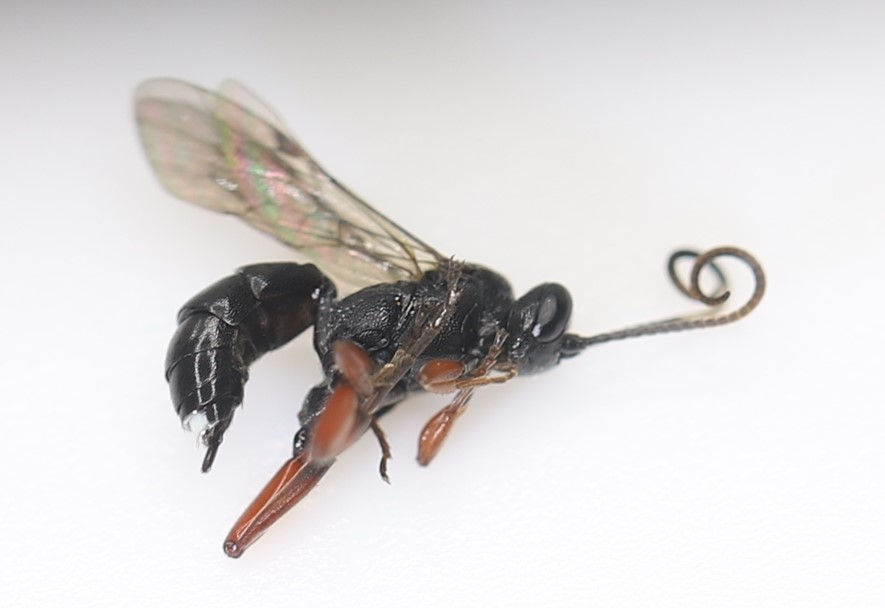
Virgichneumon digrammus ♀
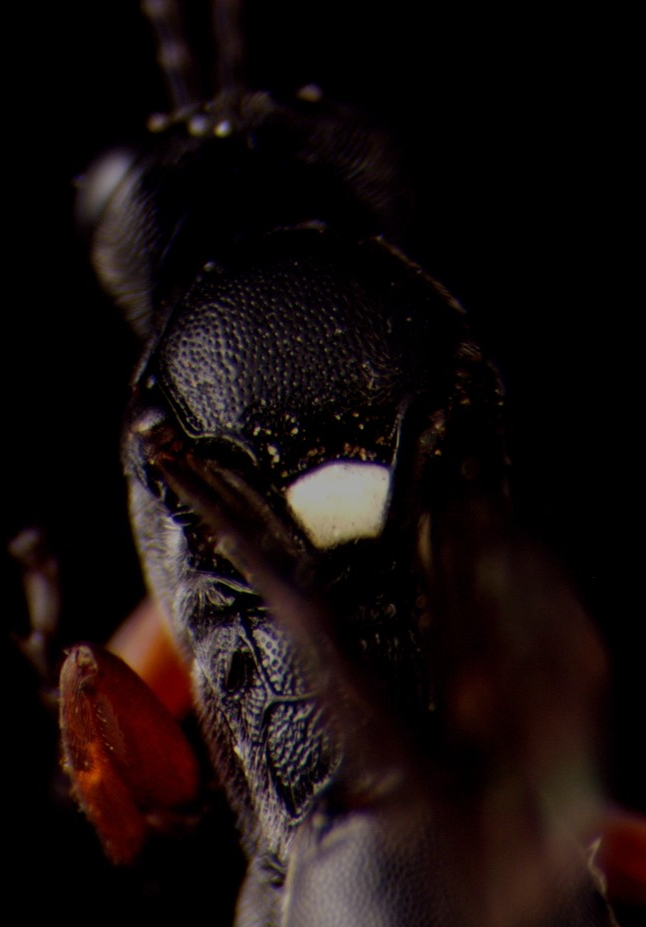
♀ Detailansicht vom Scutellum
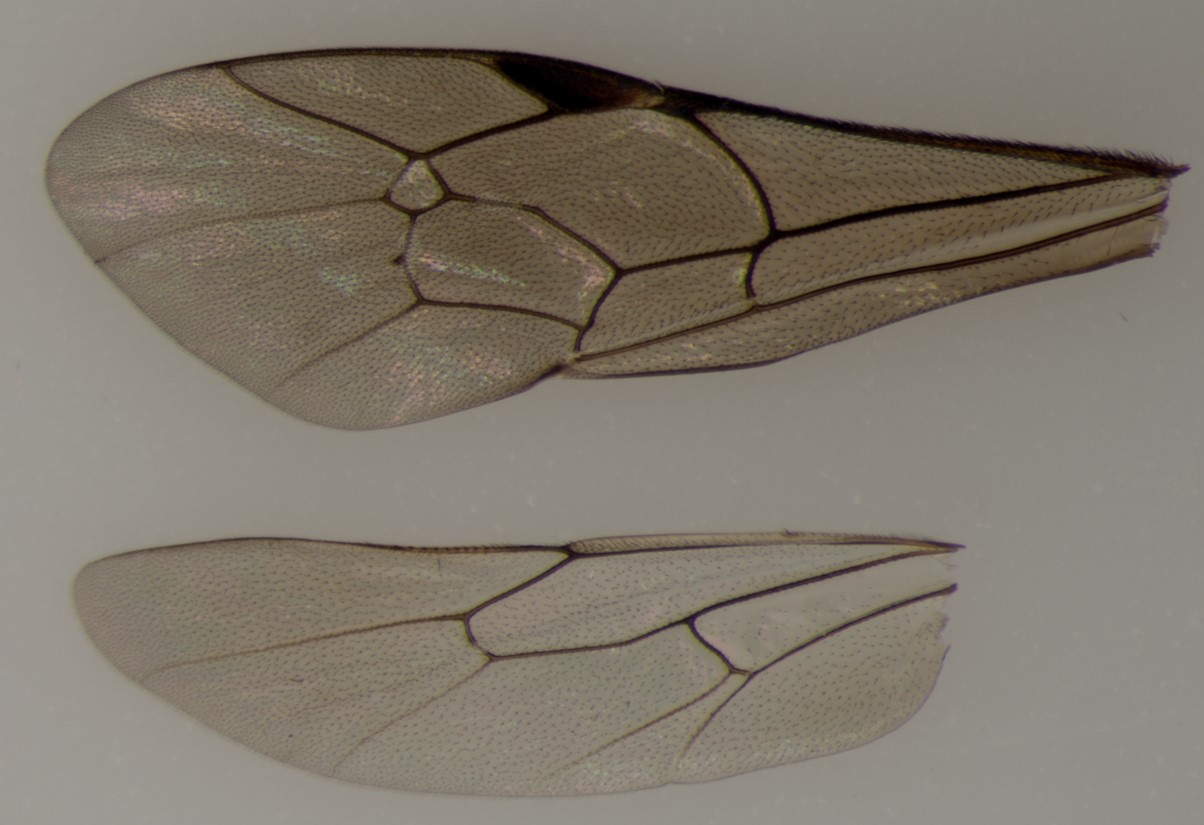
Flügel von Virgichneumon digrammus ♀